# Helmut Lent
Helmut Lent (13 de junio de 1918 - 7 de octubre de 1944) fue un piloto nocturno y as de la aviación alemán durante la Segunda Guerra Mundial. Lent derribó 110 aeronaves, 103 de ellas durante la noche. Nacido en una familia muy religiosa, mostró desde joven una gran pasión por volar y, en contra de los deseos de su padre, se unió a la Luftwaffe en 1936. Tras completar su entrenamiento, fue asignado al primer escuadrón, o Staffel, del Zerstörergeschwader 76 (ZG 76), un ala que usaba cazas pesados Messerschmitt Bf 110. Consiguió sus primeras victorias durante la invasión de Polonia y la campaña del mar del Norte. En la posterior campaña de Noruega se le encomendaron misiones de apoyo a las tropas terrestres antes de ser transferido al recientemente creado ala de combate Nachtjagdgeschwader 1 (NJG 1).
Lent consiguió su primera victoria nocturna el 12 de mayo de 1941 y el 30 de agosto del mismo año fue condecorado con la Cruz de Caballero de la Cruz de Hierro (Ritterkreuz des Eisernen Kreuzes) por sus 22 derribos hasta la fecha. Su continua acumulación de victorias provocó que fuera ascendido y condecorado regularmente. En la noche del 15 de junio de 1944, el entonces mayor Lent fue el primer piloto nocturno con 100 victorias, hecho que le otorgó la Cruz de Caballero con Hojas de Roble, Espadas y Brillantes (Ritterkreuz des Eisernen Kreuzes mit Eichenlaub, Schwertern und Brillanten) el 31 de julio.
El 5 de octubre de 1944, durante el aterrizaje de un vuelo de rutina a bordo de un Junkers Ju-88 desde Stade a Nordborchen, a cinco kilómetros de Paderborn, uno de los motores falló, causando que el avión se estrellase y que los cuatro miembros de la tripulación sufrieran heridas mortales. Tres de los ocupantes murieron poco tiempo después del accidente y Lent falleció dos días después, el 7 de octubre.